# Pandanus subinermis
Pandanus subinermis är en enhjärtbladig växtart som beskrevs av Harold St.John. Pandanus subinermis ingår i släktet Pandanus och familjen Pandanaceae. Inga underarter finns listade.